# Karaçavuş
Karaçavuş (türkisch für schwarzer Sergeant) ist ein Dorf im Landkreis Hozat der türkischen Provinz Tunceli. Im Jahr 2011 hatte Karaçavuş 17 Einwohner.
Der ursprüngliche Name des Dorfes ist armenischen Ursprungs und lautet Zankırek.